# Хуртер, Мариус
Мариус Хофмейр Хуртер (африк. Marius Hofmeyr Hurter, родился 8 октября 1970 года) — южноафриканский регбист, выступавший на позиции столба. Чемпион мира 1995 года в составе сборной ЮАР, тренер нападающих клуба «Лайонз» из Супер Регби.

## Биография
Окончил школу Тегнис из города Почефструм, по образованию юрист. На уровне провинций (Кубок Карри) представлял клуб «Уэстерн Провинс» из Западно-Капской провинции. После перехода регби в эпоху профессионализма выступал за команды «Буллз» и «Стормерз», в 1998 году перешёл в английский клуб «Ньюкасл Фэлконс», заключив контракт на три года. В составе клуба выиграл в сезонах 2000/2001 и 2003/2004 Англо-валлийский кубок. В конце 2004 года вернулся в ЮАР для того, чтобы возобновить учёбу в университете, и некоторое время выступал в клубе «Лайонз».
За сборную ЮАР выступал с 1995 по 1997 годы, играл на домашнем Кубке мира и сыграл два матча против Румынии и Канады. В плей-офф не выступал, но получил золотую медаль чемпиона мира. Всего в его активе 13 игр за сборную. В 2003 году как чемпион мира внесён в зал славы университета Претории.
С 2007 года тренирует молодёжную команду клуба «Голден Лайонз» из Кубка Карри и является тренером нападающих клуба «Лайонз».